# Poro, Cebu
Poro là một đô thị hạng 4 của tỉnh Cebu, Philippines. Theo điều tra dân số năm 2007, đô thị này có dân số 21.529 người.
Poro, cùng với Tudela, tọa lạc trên quần đảo Camotes thuộc đảo Poro.

## Các đơn vị dân cư

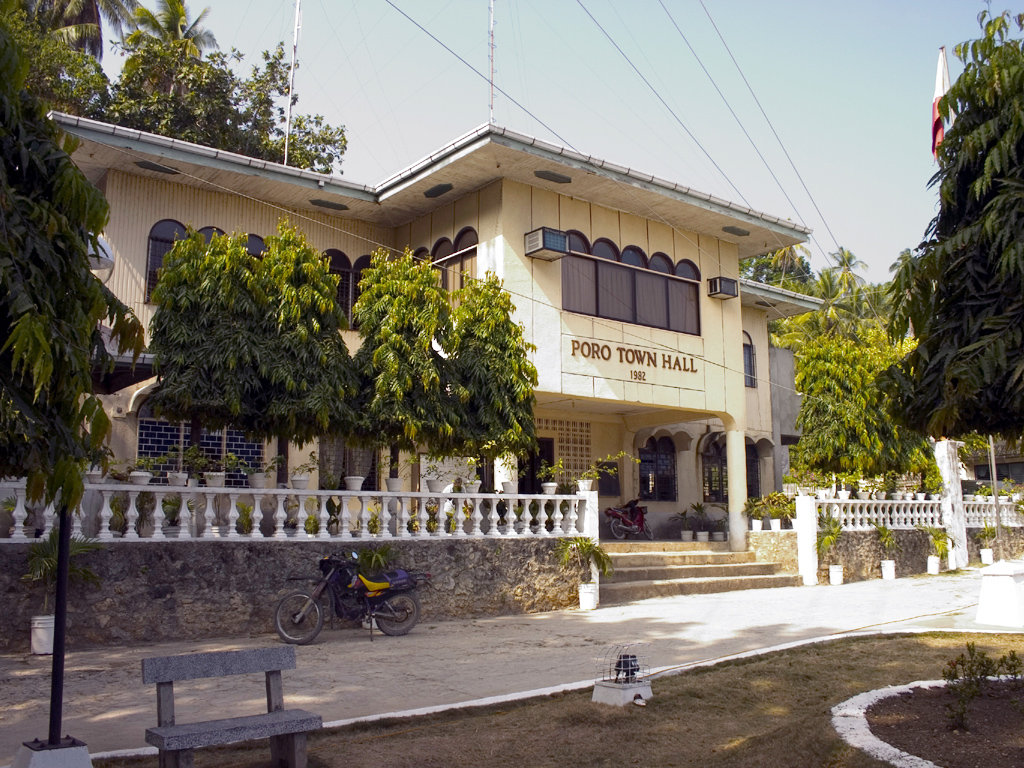
Tòa thị chính Poro

Poro has a land area of 638.87 km². It được chia thành các đơn vị hành chính gồm 17 khu dân cư (khu phố) (barangay).
| - Adela - Altavista - Cagcagan - Cansabusab - Daan Paz (old name - POSO) - Eastern Poblacion - Esperanza - Libertad - Mabini | - Mercedes - Paz (old name - Santa Rosa) - Rizal - San Jose - Santa Rita - Teguis - Western Poblacion |